# Fort Delgrès
Le fort Delgrès, anciennement fort Saint-Charles, est un fort français qui domine la ville de Basse-Terre en Guadeloupe. Il fut un haut lieu de la lutte franco-anglaise dans les Antilles puis de celle des Guadeloupéens conduits par l'officier mulâtre Louis Delgrès, résistant  au rétablissement de l'esclavage confié à Antoine Richepanse par Napoléon Ier. Il a été classé monument historique par arrêté du 21 novembre 1977.

## Historique

### Construction et différents noms
En 1650, Charles Houël, gouverneur puis seigneur et propriétaire de la Guadeloupe, fait bâtir un "donjon" (tour carrée de 11 m de côté environ et de 3 étages) sur une hauteur dominant la ville de Basse-Terre, alors capitale de l'île. Dans un second temps, il le fait renforcer par la construction d'angles saillants en forme d'octogone, puis il fait ajouter, à l'est et à l'ouest, deux cours entourées de murs. Cet édifice est un lieu sécurisé mais surtout le symbole de son pouvoir sur la population. Faisant l'objet de transformations successives, le fort Houël de 1667 sera nommé ensuite : château de Guadeloupe en 1700, fort Saint-Charles en 1753, fort Royal (de 1759 à 1763) et fort Matilda en 1794. Il prend, en 1803, le nom de Richepance, mort cette année-là, après que ce dernier a réprimé la rébellion de Louis Delgrès et de ses compagnons d’armes contre le rétablissement de l'esclavage. À nouveau fort Matilda (1810-1814 et 1815-1816), puis Richepanse (1816-1960), il redevient le fort Saint-Charles en 1960, avant de prendre son nom actuel de fort Delgrès en 1989, en hommage à Louis Delgrès, devenu le héros de la lutte contre l'esclavage.

### Attaques
Dès son inauguration, le fort est régulièrement la cible des attaques anglaises, alors le grand concurrent des Français dans les Antilles avec les Hollandais et les Espagnols. En 1691, pendant la guerre de la Ligue d'Augsbourg, ceux-ci le bombardent pendant 35 jours, mais doivent se replier lorsqu'arrivent des renforts de Martinique.
Bien qu'il soit facile à bombarder depuis la mer, il est peu à peu transformé en une véritable forteresse. Après un bombardement intensif, le 23 janvier 1759, pendant la guerre de Sept Ans, il est évacué par l'armée française. À cette époque, il est rebaptisé fort Royal par les Anglais.
En 1794, durant la Révolution, Basse-Terre est occupée par les Anglais et l'ouvrage prend alors le nom de Fort Mathilde (Fort Matilda),. Des références au monument sous ce nom se retrouvent également sur des plaques commémoratives en mémoire d'officiers anglais tombés au combat au sein d'autres monuments historiques de la Caraïbe. L'une de ces plaques est encore aujourd'hui visible à l'All Saints Church ou Holy Trinity Cathedral dans la ville de Port of Spain (Trinidad-et-Tobago).
Après de violents affrontements avec les troupes anglaises, Victor Hugues parvient à s’en emparer à la fin de l'année 1794, ce qui lui permet de reprendre le contrôle de la Guadeloupe et d’y faire appliquer l’abolition de l’esclavage décrétée le 4 février par la Convention nationale.
En mai 1802, Napoléon ayant maintenu la légalité de l’esclavage dans les colonies où l’abolition n’avait pas encore été appliquée en raison de résistances des planteurs, il laisse son général Richepanse envahir la Guadeloupe pour y rétablir également l’esclavage, cette fois en dehors de tout cadre légal. Le fort est alors occupé par l'armée coloniale de Delgrès et Ignace, en résistance contre l’assaut de Richepanse et de ses troupes venues de métropole. Cette bataille, perdue par Delgrès et ses hommes, est la dernière bataille impliquant ce fort. L'année suivante, en 1803, Napoléon ordonne que le lieu prenne le nom de fort Richepance.

### Déclassement
Le 23 août 1904, le fort est officiellement déclassé par les militaires. Le 15 juillet 1912, la vente publique de tous les forts de la Guadeloupe est autorisée avec obligation de démantèlement. En janvier 1916, les recrues pour la guerre sont cantonnées dans le fort. Le 26 mai 1917, le gouverneur Merwart prend un arrêté de classement du fort Saint-Charles en tant que monument remarquable de la Guadeloupe. Cependant, des parcelles sont vendues à des particuliers tandis que d'autres sont squattées. Dès 1924, il est exploité en tant que hangar à bananes destinées à l'exportation par Maurice Fissier qui est à l'origine de travaux tels que le remplacement du pont-levis écroulé par un pont en madriers. En 1950, la grande caserne qui logeait à l'époque l'armée a été frappée par un incendie.
En 1960, Le fort Richepance est rebaptisé fort Saint-Charles. puis, en 1975, l'État le cède pour le franc symbolique au département. Classé monument historique le 21 novembre 1977, il est rebaptisé fort Delgrès en 1989 par le conseil général de la Guadeloupe en hommage au héros de l'abolition Louis Delgrès. Depuis 2004, il est la propriété et le siège de la direction des affaires culturelles et du patrimoine. Le fort est restauré au cours de l'année 1993, avec l'appui des bénévoles de l'association Chantiers Histoire et Architecture Médiévales.

## Description

### Situation
Le fort se situe à l'extrémité sud de la ville de Basse-Terre, contre le Galion et le bord de la mer des Caraïbes. Il domine la ville de Basse-Terre. Ses épaisses murailles de pierres surplombent la mer et offrent une vaste vision panoramique sur la mer, la ville et la montagne.
L'accès se fait à partir de la rue du Gouverneur-Aubert, dans le quartier du Carmel.

### Construction

Plan du Fort Delgrès

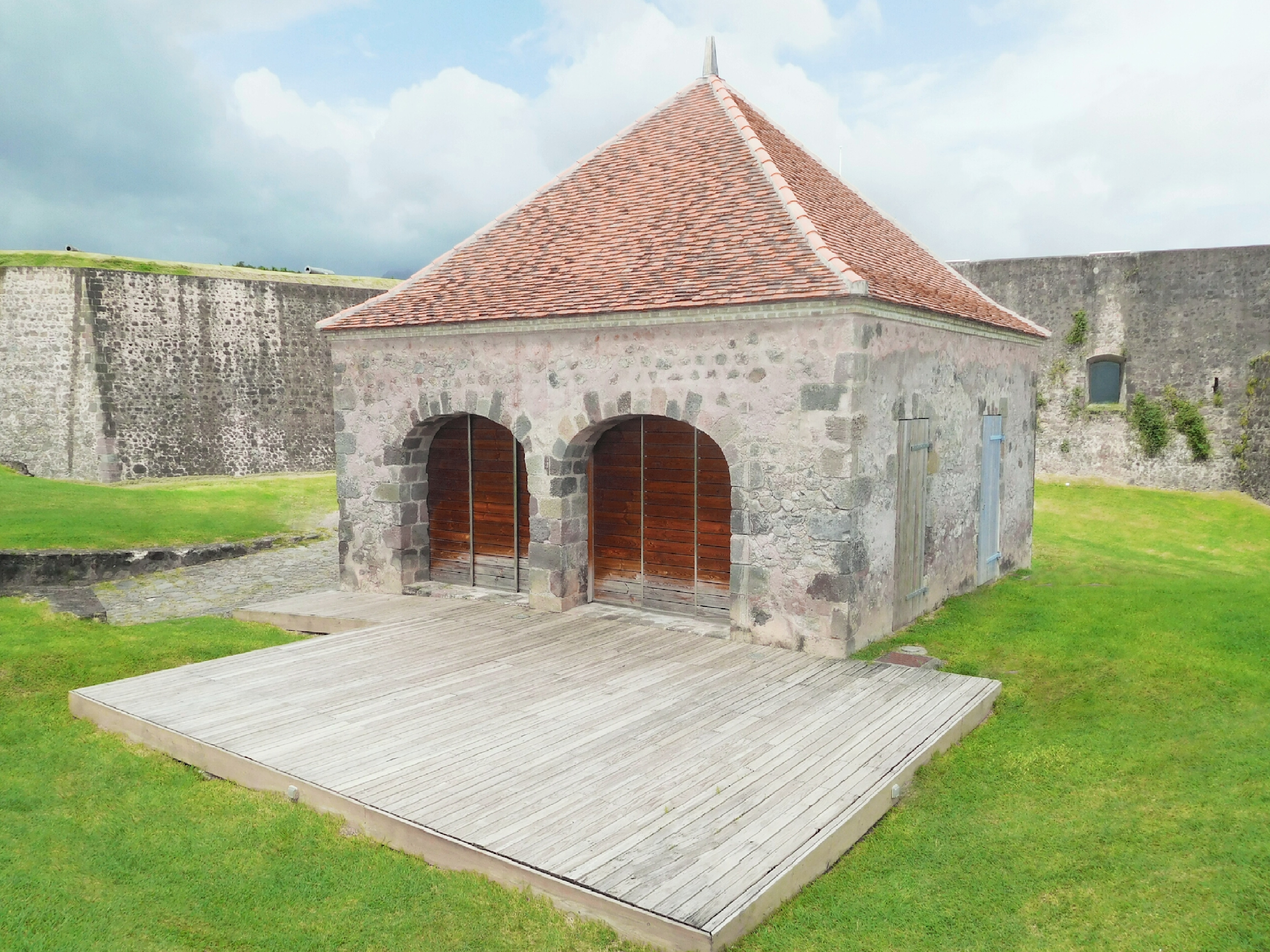
Le corps de garde du fort.

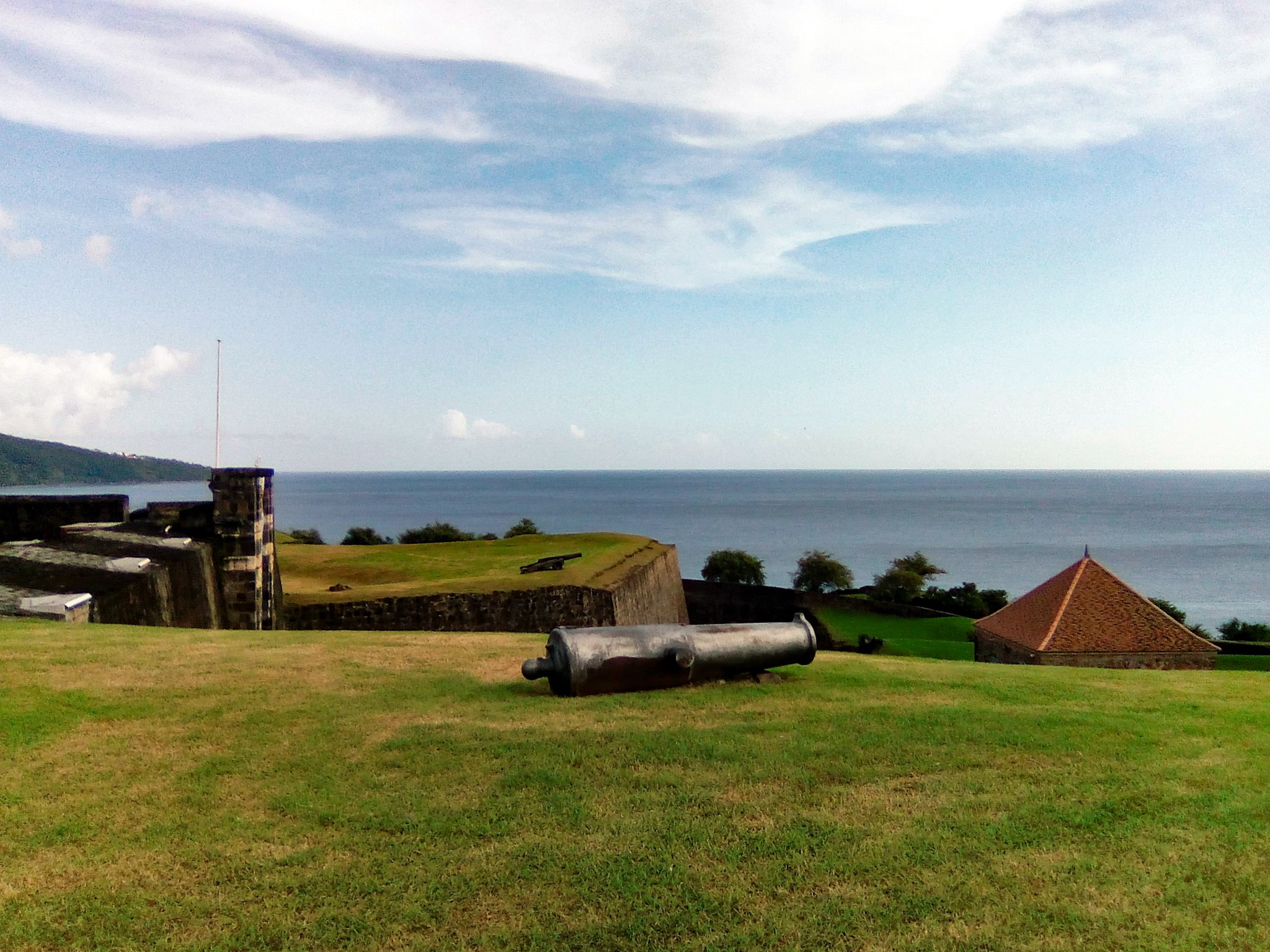
Un bastion au Fort Delgrès, août 2017.

Le fort initial a été construit au XVIIe siècle, il a ensuite subi deux grands agrandissements en 1720-1759 puis en 1759-1770. Construit en pierre, ses imposantes murailles se voient depuis la mer.
La disposition initiale du fort est dans le sens est-ouest, perpendiculaire à la mer. Adossé à la rive nord du Galion, sa principale faiblesse est l'alignement de ses diverses zones de vie depuis la mer, le rendant très peu résistant aux canonnades ennemies. Des traverses de défilement sont construites pour arrêter la course des boulets et compartimenter chaque partie.
Entre 1720 et 1750, les casemates, la poterne et la grande poudrière vinrent compléter la partie la plus ancienne du monument.
Entre 1763 et 1780 y furent ajoutés, les cuisines, les citernes, un souterrain qui mène dans les fossés en direction du Carmel. Les grand contreforts en forme de demi-lune viennent améliorer la défense du fort.

### Médiagraphie
- « Le fort Saint Charles de Basse Terre » [vidéo], sur ina.fr, Réseau France outre-mer et Antenne 2 (émission Chefs-d'œuvre en péril), 8 juillet 1984
- David Laporal, La Guapeloupe et ses trésors : Le patrimoine archéologique de l'île papillon, Errance, 2010